# دراسات الأعمال
دراسات الأعمال هو موضوع أكاديمي يتم تدريسه في المدارس وعلى المستوى الجامعي في العديد من البلدان. دراسته تجمع بين عناصر المحاسبة والتمويل والتسويق والدراسات التنظيمية والاقتصاد. دراسات الأعمال هي موضوع واسع في العلوم الاجتماعية، مما يسمح بالدراسة المتعمقة لمجموعة من التخصصات مثل المحاسبة والتمويل، والتنظيم، وإدارة الموارد البشرية والتسويق.
تشمل الدول التي تدرس فيها الدراسات التجارية الأرجنتين وأستراليا وبنجلاديش، كندا، هونغ كونغ، الهند، أيرلندا، ليسوتو، ماليزيا وسنغافورة ومالطا ونيبال ونيوزيلندا ونيجيريا وباكستان وجنوب أفريقيا وسريلانكا والسويد وتنزانيا والمملكة المتحدة وزامبيا وزيمبابوي.